# مابفري
مابفري هي شركة تأمين إسبانية، مقرها في ماخاداهوندا بمدريد. اسمها الحالي مصدره سجلة من اسم الشركة القديم (Mutua de Accidentes de Propietarios de Fincas Rústicas de España). هي الشركة الرائدة في مجال تأمين بإسبانيا وأكبر شركة تأمين على غير الحياة في أميركا اللاتينية، حيث بدأت الاستثمار في القارة الأمريكا في السبعينات إضافة إلى وجودها ب46 بلد في القارات الخمس، وأكثر من 60 في المئة من حجم أعمالها مصدره خارج السوق الأسباني.
اشترت مابفري شركة ويبستر المتمركزة بماساتشوستس وهي شركة مختصة ورائدة بالتأمين التجاري، واسحوذت عليها بأكثر من 1.5 مليار يورو خلال شهر أكتوبر 2007. أدرج اسم مابفري في قائمة فورتشن 500 العالمية سنة 2008.
لدى مابفري 5320 مكتب في جميع أنحاء العالم، 3155 منها في إسبانيا و 2006 في أمريكا اللاتينية. وتقوم بتوزيع منتجاتها أيضا من خلال 9670 مكتبا بنكيا وغيرها من منافذ البيع التي تتاجر بالتأمين في إطار ترتيبات تعاونية. وتملك المجموعة شبكة تضم أكثر من 70600 من الوكلاء والوسطاء، 5700 منها في الولايات المتحدة وأكثر من 16700 في البرازيل، كما تقوم بتوزيع منتجاتها من خلال شبكة الإنترنت.
يروج رافاييل نادال لمنتجات الشركة.

## وصلات خارجية
- مابفري
- مؤسسة مابفري